# Emil Christian Hansen
Emil Christian Hansen (Ribe, 8 maggio 1842 – Hornbæk, 27 agosto 1909) è stato un micologo danese noto per aver scoperto il lievito per la birrificazione, Saccharomyces carlsbergensis.

## Biografia
Nato a Ribe, finanziò i suoi studi scrivendo romanzi, e nel 1876 vinse una medaglia d'oro per un suo saggio sui funghi.
Impiegato presso i laboratori Carlsberg di Copenaghen, scoprì che il lievito era composto da differenti tipologie di funghi e che la coltura dei lieviti poteva essere realizzata in laboratorio. Egli riuscì ad isolare una cellula di lievito che combinata con una soluzione zuccherina produsse lievito in grande concentrazione. Questo lievito venne chiamato Saccharomyces carlsbergensis, in onore dell'azienda per la quale Hansen lavorava, e viene normalmente utilizzato per la produzione della birra lager.
Fu il primo ad isolare e coltivare tramite colture pure diversi ceppi di lievito. Distinse 2 gruppi, in base alla modalità di riproduzione: sporiferi e asporiferi.